# Kees Buurman (radiomaker)

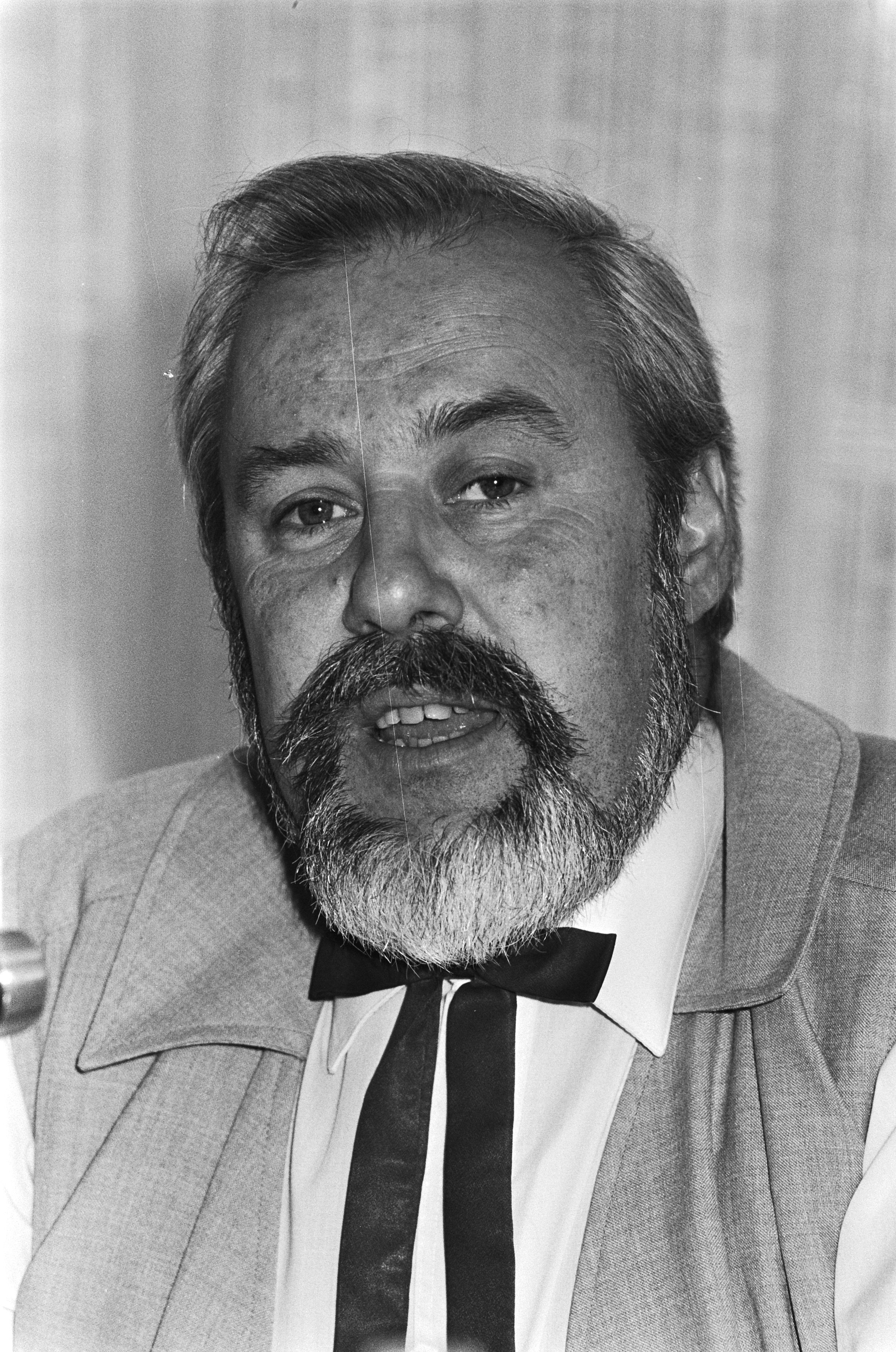
Kees Buurman in 1985

Kees Buurman (Amsterdam, 23 oktober 1936 - Zuoz (Zwitserland), 22 augustus 2007) was een Nederlands radiomaker.
Hij begon zijn carrière als zestienjarige bij het dagblad Het Vrije Volk. Daarna werd hij jongste verslaggever bij de VARA. Daar werkte hij mee aan de actualiteitenrubriek Dingen van de dag. Bekend werd hij in 1959, toen hij meedeed aan de Dam-Dam-race, een snelheidswedstrijd van de Dam in Amsterdam naar die in Zaandam. Buurman liet zich per motor en helikopter vervoeren en verzorgde de hele dag meeslepende radioreportages. Een ander bekend programma waar hij aan meewerkte was Marimba, een satirisch magazine over het nieuws, samengesteld door Gabri de Wagt. Ook regisseerde hij het hoorspel Paulus de Boskabouter.
Vanaf 1966 werkte hij jarenlang voor de NOS, waar hij chef van de Hoofdafdeling Actualiteiten, Sport en Bijzondere Projecten was. Daar leverde hij een bijdrage aan de realisering van radio-nachtuitzendingen rond verschillende Apollo-maanreizen. In die functie bedacht hij ook een aantal succesvolle programma's zoals Met het oog op morgen, Radio Tour de France en Radio Olympia. Ook was hij achttien jaar lang chef van Langs de Lijn. Als een van de eersten had hij in 1972 door dat de gijzeling van Israëlische sportlieden tijdens de Olympische Spelen in München totaal verkeerd af was gelopen, alhoewel dit door de Duitse autoriteiten aanvankelijk werd ontkend. Daardoor was de Nederlandse radio de enige in Europa die in de nacht van de dramatische ontknoping rechtstreeks bleef uitzenden.
Buurman beëindigde zijn omroeploopbaan als hoofd amusement bij de AVRO, een functie die hij bekleedde van 1984 tot 1989. Ook was hij vijf jaar lang docent aan de School voor de Journalistiek. Hij was een groot voorstander van nauwere samenwerking tussen de publieke omroepen.
In de zomer van 2007 overleed Kees Buurman op 70-jarige leeftijd in zijn Zwitserse woonplaats Zuoz.